# 사토 사토시
사토 사토시(일본어: 佐藤 聡, 1979년 3월 31일 ~ )는 일본의 전 축구 선수이다.

## 구단 경력
과거 FC 기후에서 활동하였다.